# Гайлендс (Нью-Йорк)
Гайлендс (англ. Highlands) — місто (англ. town) в США, в окрузі Орандж штату Нью-Йорк. Населення — 12 939 осіб (2020).

## Демографія
Згідно з переписом 2010 року, у місті мешкали 12 492 особи в 3026 домогосподарствах у складі 2113 родин. Було 3487 помешкань
Расовий склад населення:
| - 78,2 % — білих - 8,2 % — чорних або афроамериканців - 3,4 % — азіатів - 0,6 % — корінних американців - 0,1 % — вихідців з тихоокеанських островів - 4,9 % — осіб інших рас |

До двох чи більше рас належало 4,6 %. Частка іспаномовних становила 12,7 % від усіх жителів.
За віковим діапазоном населення розподілялося таким чином: 19,0 % — особи молодші 18 років, 74,8 % — особи у віці 18—64 років, 6,2 % — особи у віці 65 років та старші. Медіана віку мешканця становила 22,3 року. На 100 осіб жіночої статі у місті припадало 163,2 чоловіків;  на 100 жінок у віці від 18 років та старших — 181,9 чоловіків також старших 18 років.
Середній дохід на одне домашнє господарство  становив 98 650 доларів США (медіана — 87 526), а середній дохід на одну сім'ю — 114 587 доларів (медіана — 98 861). Медіана доходів становила 37 125 доларів для чоловіків та 44 431 долар для жінок. За межею бідності перебувало 3,2 % осіб, у тому числі 2,5 % дітей у віці до 18 років та 4,4 % осіб у віці 65 років та старших.
Цивільне працевлаштоване населення становило 4071 особа. Основні галузі зайнятості: освіта, охорона здоров'я та соціальна допомога — 25,9 %, мистецтво, розваги та відпочинок — 14,9 %, публічна адміністрація — 14,3 %.